# Akutlægehelikopter
Akutlægehelikopteren er en helikopter bemandet med en pilot, en præhospital akutlæge og en HCM-redder, som er en specialuddannet ambulanceredder. Den første danske akutlægehelikopter af modellen Eurocopter EC 145 produceret af Airbus Helicopters blev indført 1. maj 2010, med base i Ringsted. 1. juni 2011 blev tjenesten udvidet med en base i Karup. Basen i Karup blev dog udskiftet 1. oktober 2014  med to baser i henholdsvis Skive og Billund. I 2019 oprettedes en midlertidig base ved Aalborg Sygehus, som i 2021 flyttedes til en nyetableret og permanent lokation ved Saltum.. Alle fire baser benytter i dag modellerne Eurocopter EC135 P2e og H135.

## Antal flyvninger[7]
- 2014 - 448 (fra 1. okt)
- 2015 - 2569
- 2016 - 3593
- 2017 - 3658
- 2018 - 3989
- 2019 - 4230
- 2020 - 4672
- 2021 - 4867
- 2022 - 4511
- 2023 - 4167